# Castianeira majungae
Castianeira majungae är en spindelart som beskrevs av Simon 1896. Castianeira majungae ingår i släktet Castianeira och familjen flinkspindlar.
Artens utbredningsområde är Madagaskar. Inga underarter finns listade.